# Ein Lied für Dublin (1971)
Die deutsche Vorentscheidung zum Eurovision Song Contest 1971 fand unter dem Titel Ein Lied für Dublin statt.

## Format
Aufgrund ihres Vorjahreserfolgs beim Eurovision Song Contest in Amsterdam, wo sie den dritten Platz erreichte, war Katja Ebstein von den Fernsehverantwortlichen erneut als Interpretin gesetzt worden. Begleitet wurde sie vom Tanzorchester des Hessischen Rundfunks unter Leitung von Willy Berking und von den Rosy-Singers. 
Es wurden sechs Komponisten beauftragt, für sie jeweils ein Lied zu schreiben. Die Startreihenfolge der Beiträge wurde ausgelost. Eine Jury aus 10 Personen stimmte über die Titel ab; dies waren je zur Hälfte Musikexperten und musikinteressierte Laien mit einem Alter unter 25 Jahren. Jeder Juror konnte für jeden Titel maximal fünf Punkte vergeben.

## Platzierungen
| Platz | Startnr. | Lied Musik (M) und Text (T)                                         | Punkte |
| ----- | -------- | ------------------------------------------------------------------- | ------ |
| 01.   | 4.       | Diese Welt M: Dieter Zimmermann; T: Fred Jay                        | 43     |
| 02.   | 2.       | Alle Menschen auf der Erde M: Christian Bruhn; T: Günter Loose      | 37     |
| 02.   | 6.       | Ich glaube an die Liebe auf der Welt M: Hans Blum; T: Michael Kunze | 37     |
| 04.   | 3.       | Es wird wieder gescheh’n M: Horst Jankowski; T: Carl J. Schäuble    | 28     |
| 05.   | 1.       | Der Mensch lebt von der Liebe M: Henry Mayer; T: Michael Kunze      | 27     |
| 06.   | 5.       | Ich bin glücklich mit dir M: Joachim Heider; T: Joachim Relin       | 25     |

### Juryvoting
| Lied                                 | Jury          | Jury         | Jury           | Jury         | Jury       | Jury          | Jury            | Jury            | Jury                 | Jury       | Gesamt |
| Lied                                 | Peter Fischer | Eva Guttmann | Kirsten Ludwig | Georg Schmid | Inge Stein | Edwin Friesch | Hans Hirschmann | Horst Wernstedt | Kai Dietrich Wulffen | Emil Zalud | Gesamt |
| ------------------------------------ | ------------- | ------------ | -------------- | ------------ | ---------- | ------------- | --------------- | --------------- | -------------------- | ---------- | ------ |
| Der Mensch lebt von der Liebe        | 2             | 4            | 2              | 3            | 4          | 2             | 4               | 3               | 2                    | 1          | 27     |
| Alle Menschen auf der Erde           | 3             | 3            | 5              | 2            | 5          | 2             | 3               | 5               | 5                    | 4          | 37     |
| Es wird wieder gescheh'n             | 2             | 2            | 4              | 3            | 3          | 3             | 2               | 3               | 3                    | 2          | 28     |
| Diese Welt                           | 5             | 4            | 3              | 5            | 5          | 4             | 3               | 4               | 5                    | 5          | 43     |
| Ich bin glücklich mit dir            | 4             | 2            | 2              | 1            | 3          | 1             | 2               | 3               | 3                    | 4          | 25     |
| Ich glaube an die Liebe auf der Welt | 4             | 5            | 1              | 4            | 4          | 3             | 5               | 4               | 4                    | 3          | 37     |

## Trivia
Diese Welt war der erste Titel über Umweltschutz beim Eurovision Song Contest.
Michael Kunze war Texter von zwei Liedern beim Vorentscheid.
Zwischen den Beiträgen von Katja Ebstein trat das Pamela-Devis-Ballett mit In the Summertime und The "In" Crowd auf. Als Pausen-Act traten die Rosy-Singers mit einem Potpourri der deutschen Versionen von All Kinds of Everything, Boom Bang-a-Bang und La, la, la auf. Zum Ende der Sendung trat nochmals das Pamela-Devis-Ballett mit Inspector Rose auf.